# Крайня точка
Кра́йня то́чка, вершина опуклої множини {\displaystyle X} лінійного простору {\displaystyle E} — така точка {\displaystyle x}, яку не можна представити у вигляді:
{\displaystyle x=\lambda x_{1}+(1-\lambda )x_{2}},
де
- {\displaystyle x_{1}\neq x_{2}} — деякі точки множини {\displaystyle X},
- {\displaystyle 0<\lambda <1}.

Крайні точки, також, називають екстремальними точками опуклої множини.
Наприклад, у скінченновимірному евклідовому просторі {\displaystyle E^{n}} крайні точки є вершини багатогранника, точки границі кулі.  Множина {\displaystyle X} може не мати крайніх точок (наприклад, відкрита куля).
В просторі {\displaystyle E^{n}} будь-яка непорожня замкнена обмежена множина {\displaystyle X} має крайні точки; кожна точка множини {\displaystyle X} може бути представлена у вигляді опуклої лінійної комбінації крайніх точок.